# Diestota occidentalis
Diestota occidentalis är en skalbaggsart som beskrevs av Sharp 1908. Diestota occidentalis ingår i släktet Diestota och familjen kortvingar. Inga underarter finns listade i Catalogue of Life.